# هتل آتلانتیک کمپینسکی
هتل آتلانتیک کمپینسکی هتلی مجلل در هامبورگ، آلمان است. این هتل پنج ستاره در شت. گورگ (هامبورگ) بین ایستگاه راه‌آهن مرکزی هامبورگ و دریاچه آلستر بیرونی قرار دارد. از امکانات این هتل میتوان ۱۳ اتاق کنفرانس و سالن‌هایی برای برگزاری رویدادها یا جلسات را برشمرد.

## تاریخچه
هتل آتلانتیک در سال ۱۹۰۹ گشایش یافت. از سال ۱۹۵۷ به هتل‌های زنجیره‌ای کمپینسکی و همچنین به هتل‌های پیشرو جهان ملحق گشته است. در سال ۱۹۹۷ بخشی از قسمت فردا هرگز نمی‌میرد از فیلم جیمز باند در این تل فیلمبرداری شده‌است. در مه ۲۰۰۸ نمای هتل دوباره بازسازی گشته است. در ژوئن ۲۰۰۹ این هتل به عنوان بهترین هتل آلمان شناخته شد. بخش بزرگی از بازسازی هتل در سال ۲۰۱۰ انجام شد.

### مهمان‌های مشهور
- سبهاش چندر بوس
- رابیندرانات تاگور
- محمدرضا پهلوی (پادشاه ایران)
- ثریا اسفندیاری (همسر پادشاه ایران)
- شارل دو گل
- هایله سلاسی (پادشاه اتیوپی)
- جوزفین بیکر
- اتو هان
- زره لئاندر
- جینا لولوبریجیدا
- ارسطو اوناسیس
- ماریا کالاس
- ویلی برانت
- اسکار کوکوشکا
- هربرت فون کارایان
- نیل آرمسترانگ
- ژولیت گرکو
- پیتر اوتول
- هنری کیسینجر
- پلاسیدو دومینگو
- جورجو آرمانی
- هاینو فرش
- مورگان فریمن
- آندره آغاسی
- دیوید کاپرفیلد (تردست)
- مایکل جکسون
- کیانو ریوز
- آرنولد شوارتزنگر
- هلموت اشمیت
- اودو لیندنبرگ
- سوپریمز